# Vrizy
Vrizy település Franciaországban, Ardennes megyében. Lakosainak száma 312 fő (2018. január 1.). Vrizy Grivy-Loisy, Terron-sur-Aisne, Vandy, Voncq és Vouziers községekkel határos.

## Népesség
A település népessége az elmúlt években az alábbi módon változott:
| Lakosok száma | 390  | 366  | 343  | 342  | 360  | 355  | 338  | 329  | 314  | 312  |
|               | 1962 | 1968 | 1982 | 1990 | 1999 | 2008 | 2011 | 2013 | 2017 | 2018 |